# Pasirnagara
Pasirnagara is een bestuurslaag in het regentschap Ciamis van de provincie West-Java, Indonesië. Pasirnagara telt 3210 inwoners (volkstelling 2010).